# Janpol Morales
Leroy Janpol Morales Napa (ur. 22 czerwca 1998 w mieście Panama) – panamski piłkarz pochodzenia ekwadorskiego występujący na pozycji skrzydłowego, reprezentant Panamy, od 2022 roku zawodnik ekwadorskiej Macary.
Urodził się w Panamie, zaś jego rodzice pochodzą z Ekwadoru. W wieku dwóch lat przeprowadził się do Ekwadoru.